# Zonă de excludere aeriană
O zonă de excludere aeriană este un teritoriu sau o zonă unde o forță militară a interzis trecerea unui tip sau oricăror aeronave.